# Château de Prats (Saint-Seurin-de-Prats)
Le château de Prats est un château français implanté sur la commune de Saint-Seurin-de-Prats dans le département de la Dordogne, en région Nouvelle-Aquitaine.
Il est inscrit au titre des monuments historiques.

## Présentation
Le château de Prats se situe à l'ouest du département de la Dordogne, au lieu-dit Prats, sur la commune de Saint-Seurin-de-Prats. C'est une propriété privée qui surplombe la Dordogne en rive droite, face à la commune girondine de Juillac.

## Historique et architecture
De la demeure initiale bâtie fin XVIe - début XVIIe siècle, subsistent quatre fenêtres situées en façade nord des communs. Ces communs, implantés au nord-est et à l'est du château, sont coiffés de toits à la Mansart.
Le château, orienté est-ouest et de forme rectangulaire, a été transformé à la fin du XVIIIe siècle, et sa façade sud a été refaite au début du siècle suivant en style palladien. Cette façade principale présente en son centre un portique surmonté d'un fronton de forme triangulaire que soutiennent quatre colonnes de style dorique.
Côté sud, le long de la route qui longe la Dordogne, le domaine est protégé par des grilles de style Empire. L'accès au domaine peut s'effectuer par trois portails dont les deux extérieurs sont encadrés par des piliers de pierre datant probablement de la Restauration.
Le château est inscrit au titre des monuments historiques depuis le 30 octobre 1963 pour ses façades et toitures.

## Galerie de photos

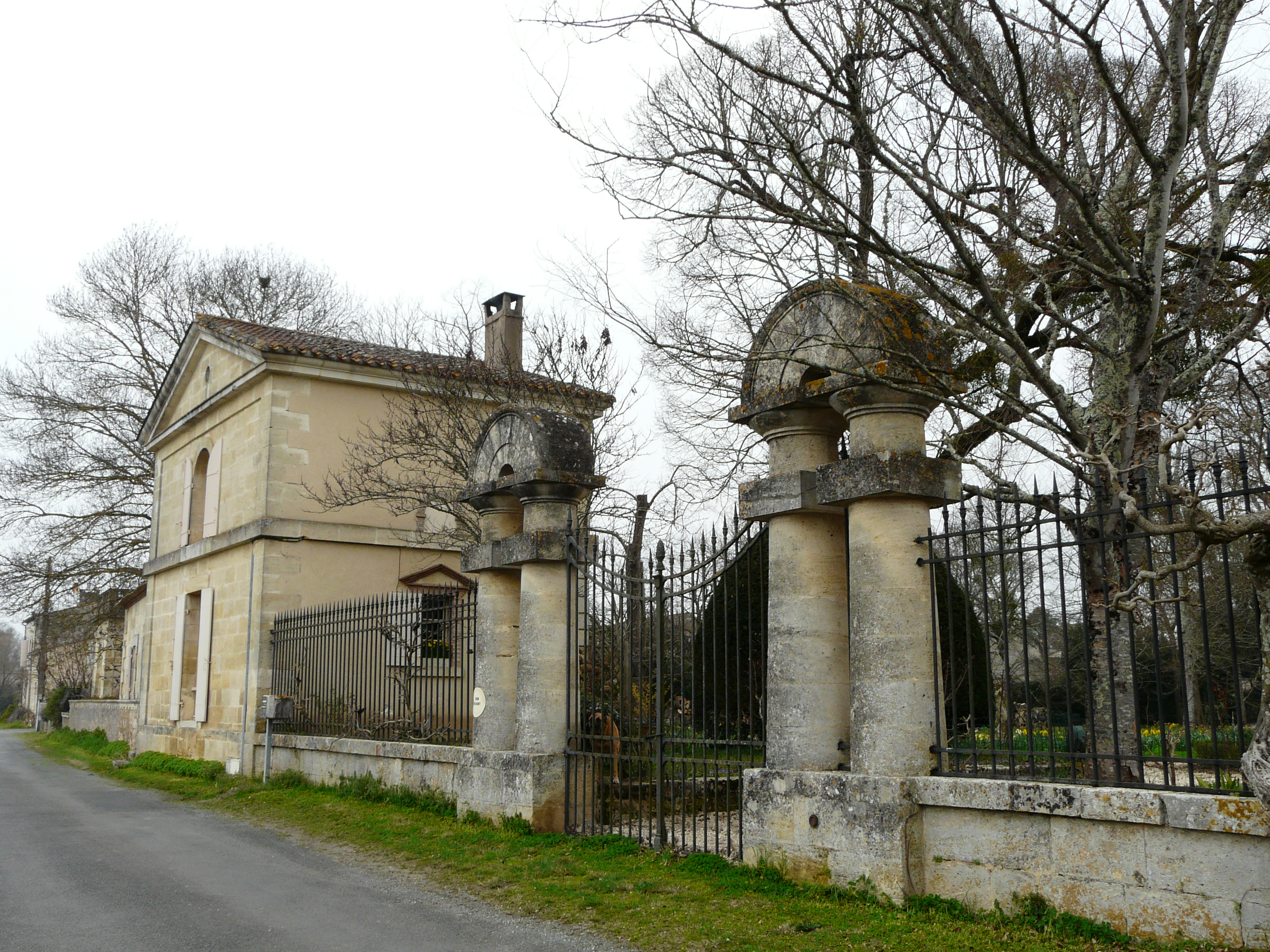
Le pavillon d'angle et le portail occidental.
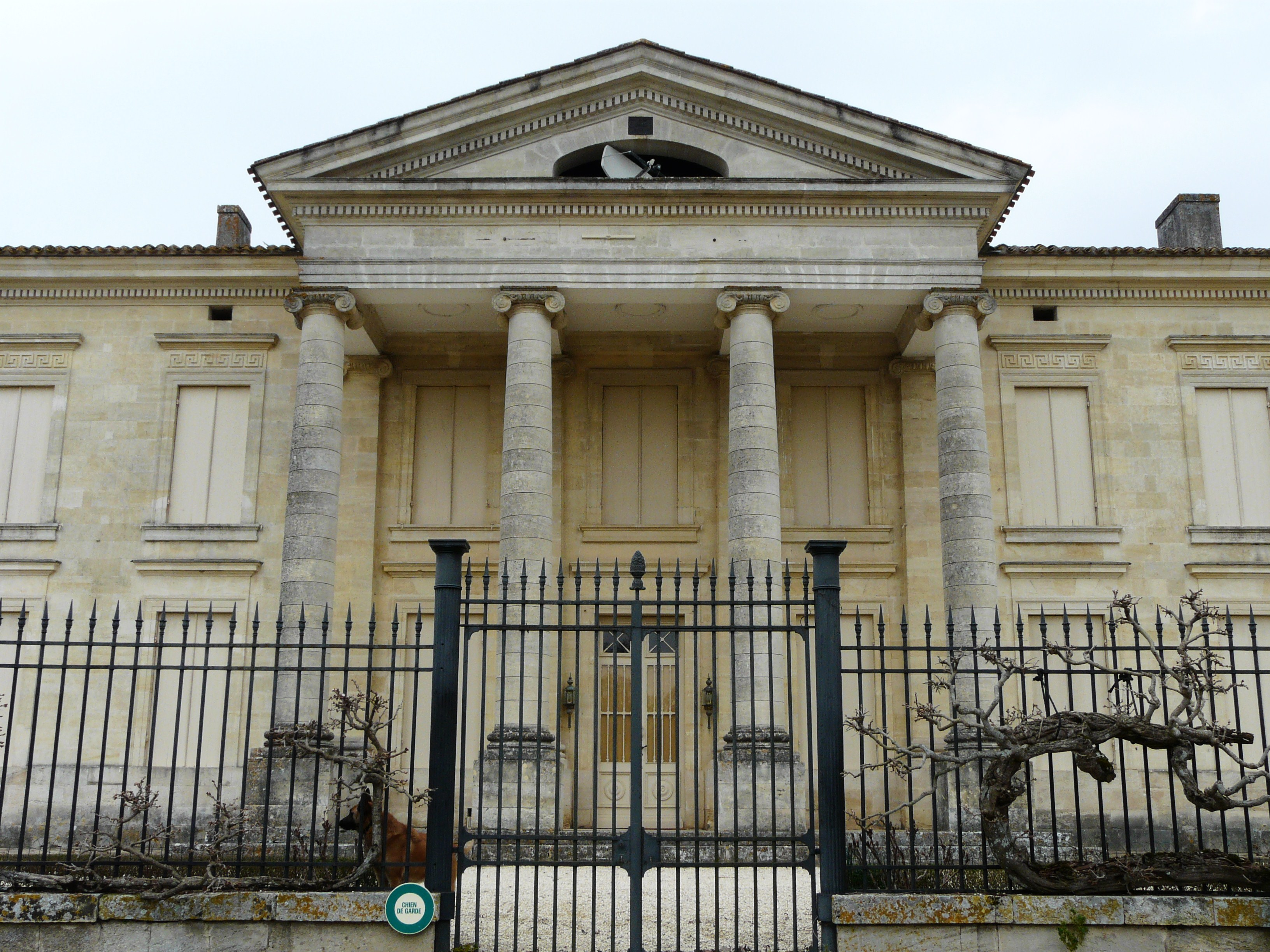
L'entrée principale et le portique.
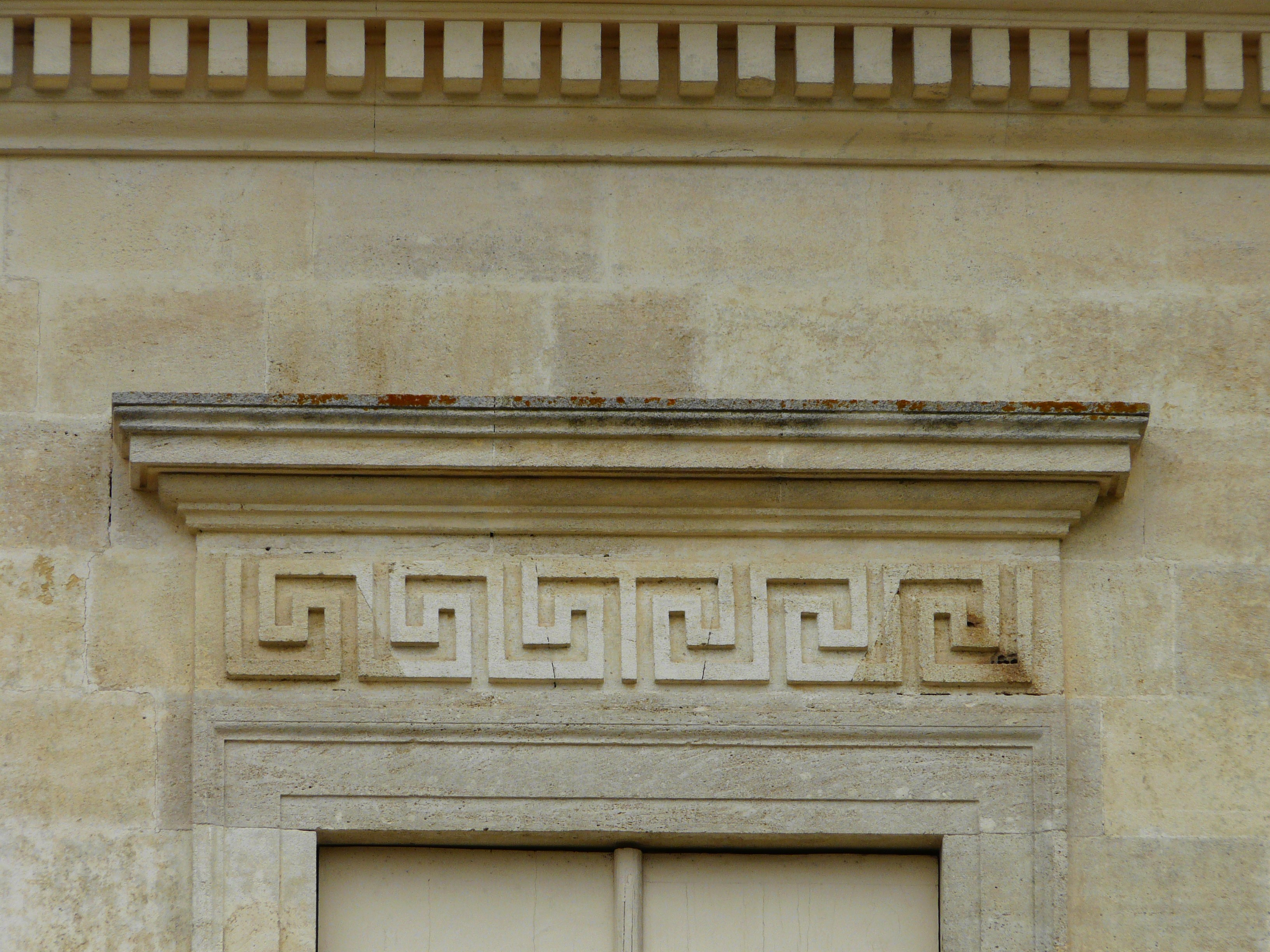
Fenêtre décorée d'une frise en forme de grecque.
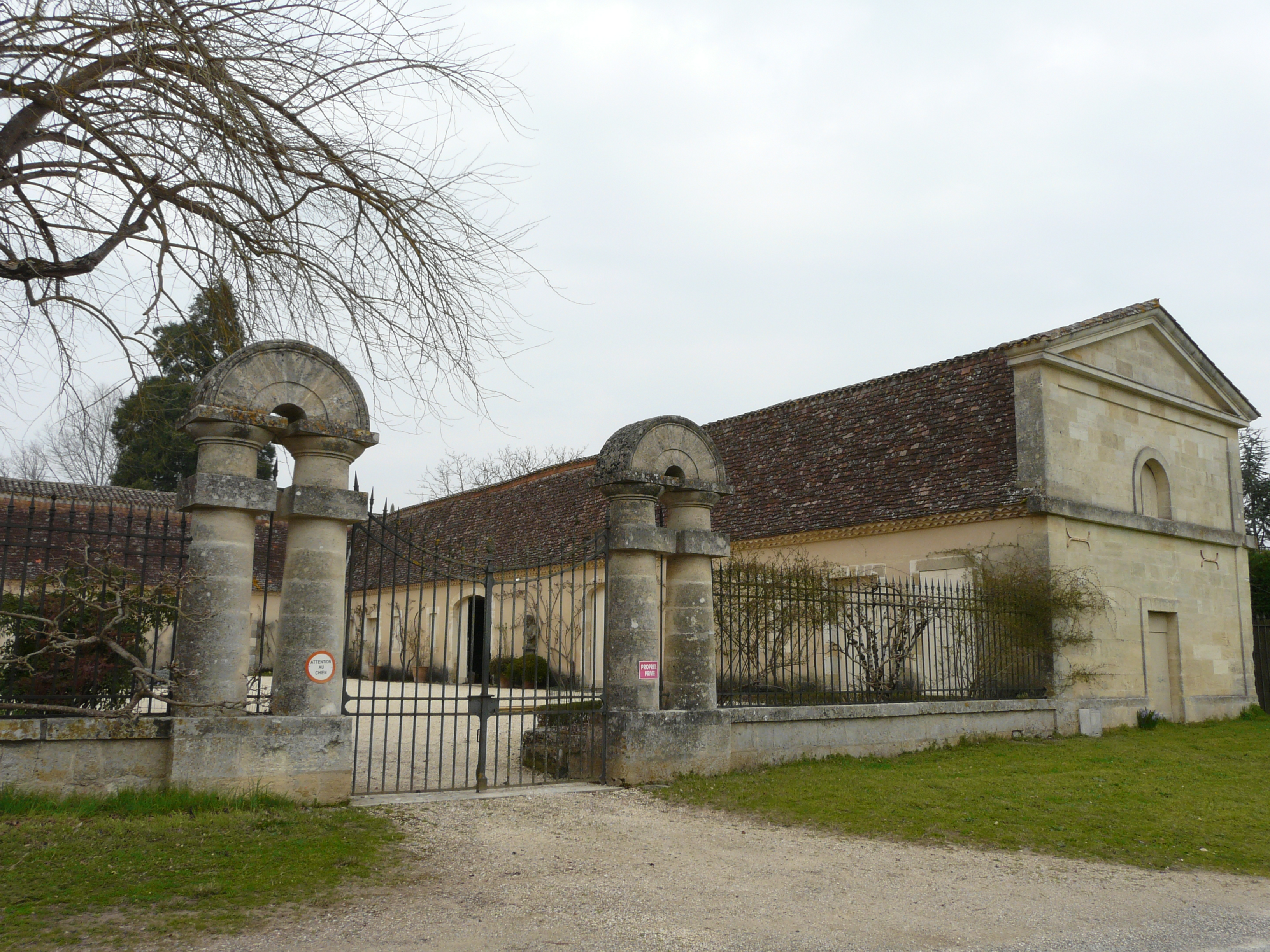
Le portail oriental et les communs.